# Raimondo II di Narbona
Raimondo, Ramon  in catalano e in spagnolo (prima metà secolo XI – 1080 circa), è stato un nobile franco, visconte di Narbona tra il 1067 ed il 1068.

## Origine
Raimondo, sia secondo l'albero genealogico della Gran enciclopèdia catalana - vescomtat de Narbona, che secondo Thierry Stasser, nel suo La maison vicomtale de Narbonne aux Xe et XIe siècles, Annales du Midi era il figlio primogenito del Visconte di Narbona, Berengario I, e della moglie Garsenda di Besalu, che, secondo il documento n° 179, delle Preuves de l'Histoire générale de Languedoc: avec des notes et les pièces, Volume 5, era figlia di Toda di Provenza (Garsindem filia quæ fuit Totæ comitissæ).

Berengario I di Narbona, sia secondo l'albero genealogico della Gran enciclopèdia catalana - vescomtat de Narbona, che secondo Thierry Stasser, nel suo La maison vicomtale de Narbonne aux Xe et XIe siècles, Annales du Midi era figlio del Visconte di Narbona, Raimondo I, e della moglie Riccarda di Rodez, che, ancora secondo Thierry Stasser, era figlia di Berengario Visconte di Millau e di Rouergue e della moglie.

## Biografia

La penisola iberica con a nord la viscontea di Narbonaa verso la metà dell'XI secolo

Di Raimondo II si hanno poche notizie.
Raimondo II, sia secondo l'albero genealogico della Gran enciclopèdia catalana - vescomtat de Narbona, che secondo Thierry Stasser, nel suo La maison vicomtale de Narbonne aux Xe et XIe siècles, Annales du Midi, viene citato come visconte di Narbona e come successore e figlio di Berengario I.
Raimondo II lo troviamo citato per la prima volta, nel 1032: infatti, secondo il documento n° 199. I, delle Preuves de l'Histoire générale de Languedoc: avec des notes et les pièces, Volume 5, suo padre, Berengario I (Berengarius vicecomes) fece una donazione in suffragio dell'anima del padre (nonno di Raimondo II), Raimondo I, e dello zio (prozio di Raimondo II), Ermengardo, arcivescovo di Narbona (patris mei Raimundi et avunculi mei Ermengaudi archiepiscopi), che fu sottoscritto dalla madre (nonna di Raimondo II), Riccarda, dalla moglie (madre  di Raimondo II), Garsenda, e da Raimondo (Ricardis vicecomitissæ matris eius, Garsindis uxoris eiusdem, Raimundi filii eorum).
Nel 1048, secondo il documento n° 227, delle Preuves de l'Histoire générale de Languedoc: avec des notes et les pièces, Volume 5, suo padre, Berengario I, con la moglie, Garsenda e i figli, Raimondo, Pietro e Bernardo(Berengarius praefatus vicecomes et uxor mea Garsindes filiique nostri Raymundus, Petrus et Bernardus) fece una donazione alla cattedrale di Narbona.
Nel 1067, Raimondo, assieme ai fratelli, Pietro e Bernardo (Raimundus Berengarii, Petrus Berengarii, Bernardus Berengarii filii eorum) sottoscrissero il documento del giuramento di fedeltà dei genitori, come conferma il documento n° 278, delle Preuves de l'Histoire générale de Languedoc: avec des notes et les pièces, Volume 5, che attesta che Berengario I, con la moglie, Garsenda (Berengarius vicecomes et uxor mea Garsindis) prestarono giuramento di fedeltà al conte di Barcellona e Gerona, Raimondo Berengario I di Barcellona (domno Raymundo Berengarii seniori nostro).

Dopo questa data, suo padre, Berengario I, non compare più in alcun documento. Raimondo, figlio primogenito, gli succedette, come Raimondo II, come conferma Thierry Stasser, nel suo La maison vicomtale de Narbonne aux Xe et XIe siècles, Annales du Midi, riportando che, dopo la morte del padre, fece come visconte di Narbona, assieme alla madre ed ai fratelli, un accordo con l'arcivescovo di Narbona.
Raimondo II fu visconte di Narbona, per poco tempo, in quanto, già, nel 1068 compare citato senza il titolo di visconte in due documenti delle Preuves de l'Histoire générale de Languedoc: avec des notes et les pièces, Volume 5: 
- nel documento n° 287, citato coi figli (Raymundus Berengarius et infantes sui, id est Berengarius clericus et Bernardus Peletus et filia sua Richarda)[10].
- nel documento n° 288, ricordato come figlio di Garsenda (Raymundus Berengarius filius Garsendis)[11].

Non si conosce la date esatta della morte di Raimondo II, che avvenne verso il 1080.

## Matrimonio e discendenza
Della moglie di Raimondo II, non si conoscono né il nome né gli ascendenti. Secondo Thierry Stasser, nel suo La maison vicomtale de Narbonne aux Xe et XIe siècles, Annales du Midi era Garsenda, figlia del conte di Carcassonne e visconte di Béziers, Pietro Raimondo, e della moglie, Rangarda de La Marche.

Raimondo II dalla moglie (Garsenda) ebbe tre figli:
- Bernardo († dopo il 1068)[10];
- Berengario († dopo il 1068)[10];
- Riccarda († dopo il 1068)[10].

### Fonti primarie
- (LA)  Histoire générale de Languedoc avec notes et pièces justificatives, Volume 5.

### Letteratura storiografica
- (FR)  Thierry Stasser, "La maison vicomtale de Narbonne aux Xe et XIe siècles", Annales du Midi, v. 204, 1993.